# Джордж Генрі Томас
Джо́рдж Ге́нрі То́мас (англ. George Henry Thomas; 31 липня 1816, Ньюсомз, Вірджинія — 28 березня 1870, Сан-Франциско) — американський воєначальник, генерал-майор армії Союзу. Учасник Американо-мексиканської та Американської громадянської війн та один із головних командувачів на Західному театрі дій.
Томас брав участь в американо-мексиканській війні, де проявив себе відмінним артилерійським командиром. Пізніше продовжив службу в лавах армії США, брав активну участь у Громадянській війні як південний юніоніст, незважаючи на те, що був за походженням віргинцем (чий рідний штат приєднався до Конфедеративних Штатів Америки). Він здобув одну з перших перемог Союзу в битві при Мілл-Спрінгс у Кентуккі та був учасником важливих баталій під Перрівіллем та Стоунз-Рівером. Побудована ним у битві при Чикамаузі в 1863 році міцна оборона врятувала армію Союзу від повного розгрому, що принесло йому найвідоміше прізвисько «Скеля Чикамауги». Незабаром після цього він здійснив зухвалий прорив на Місіонерському хребті в битві при Чаттанузі. У Франклін-Нешвільській кампанії 1864 року він здобув одну з найвирішальніших перемог у війні, знищивши армію генерала Конфедерації Джона Белла Гуда, свого колишнього студента у Вест-Пойнті, у битві під Нешвіллом.
Томас здобув значний успіх у громадянській війні, але йому не вдалося досягти історичного визнання на кшталт деяких своїх сучасників, таких як Улісс С. Грант і Вільям Т. Шерман. Він мав репутацію повільного, цілеспрямованого генерала, який уникав самореклами та відмовлявся просуватися на посадах, коли вважав це невиправданим. Після війни він не писав мемуарів, щоб поширити свою спадщину.

## Біографія
Джордж Генрі Томас народився 31 липня 1816 року у вірджинському містечку Ньюсомз-Депо, округ Саутгемптон, в родині Джона Томаса, плантатора валлійського походження, і Елізабет Рошель Томас, нащадка французьких іммігрантів-гугенотів. До 1829 року сім'я володіла 685 акрами (2,77 км2) землі й 15 рабами. Коли Джорджу було 13 років, його родина опинилася у фінансовій скруті. 1831 року Джордж Томас, його сестри та овдовіла мати мусили втекти зі свого дому та сховатися в сусідньому лісі під час повстання рабів Ната Тернера. За свідченнями сучасників та дослідників Томас був ярим противником рабства й щиро ненавидів рабовласництво. Бувши юнаком, він особисто навчив читати аж 15 рабів своєї сім'ї, чим порушив закон Вірджинії, який це забороняв, і попри волі свого батька.
У 1836 році Томас вступив до Військової академії у Вест-Пойнті. У віці 20 років був відомий своїм товаришам-кадетам як «Старий Том», і він миттєво подружився зі своїми сусідами по кімнаті Вільямом Т. Шерманом і Стюартом Ван Влітом. Він досяг стабільного успіху в навчанні, був призначений кадетом-офіцером на другому курсі й 1840 року здобув офіцерську освіту, закінчивши 12-м серед 42 учнів класу. Йому присвоїли звання другого лейтенанта й призначили до роти «D» 3-го артилерійського полку США.
Наприкінці 1840 року Джордж Томас у складі свого артилерійського полку продовжив службу на примітивному форпості Форт-Лодердейл, Флорида, на якому під час Семінольських війн базувалося формування американської армії. Примітно, що артилеристи полку виконували функції звичайної піхоти. Томас очолював своїх підлеглих та провів ряд успішних патрулювань. 6 листопада 1841 року йому присвоїли звання першого лейтенанта. З 1842 по 1845 рік він служив на посадах у Новому Орлеані, форті Моултрі в гавані Чарлстон і форті МакГенрі в Балтиморі. У червні 1845 року у зв'язку з наближенням американсько-мексиканської війни його полк отримав наказ передислокуватися до Техасу.
З початком збройного конфлікту з Мексикою Томас очолював артилерійські підрозділи і, командуючи ними, відзначився в битвах при Форт-Браун, Ресака-де-ла-Пальма, Монтерреї і Буена-Віста. Після битви при Буена-Віста генерал Закарі Тейлор повідомив, що «засоби легкої артилерії, завжди помітні, були більш ніж надзвичайно помітними» в ході цього бою. Бригадний генерал Джон Е. Вул писав про Томаса та іншого офіцера, що «без нашої артилерії ми б не втримали свої позиції жодної години». Командир батареї Томаса писав, що «холоднокровність і витримка Томаса значною мірою сприяли успіху дня. Лейтенант Томас з лишком зберіг репутацію, якою він давно користувався у своєму полку, як точного та професійно підготовленого артилериста». Під час війни, Томас тісно співпрацював з іншим артилерійським офіцером, який стане одним з головних антагоністів у громадянській війні — капітаном Брекстоном Бреггом.
У 1849—1850 роках Томас продовжував службу у Флориді. У 1851 році він повернувся до Вест-Пойнта викладачем кавалерії та артилерії, де в нього склалися тісні професійні та особисті стосунки з іншим офіцером, уродженцем Вірджинії, підполковником Робертом Е. Лі, суперінтендантом Академії. До речі, його призначення на посаду частково базувалося на рекомендації Брекстона Брегга. Двоє учнів Томаса, які отримали його рекомендацію для подальшого проходження служби в кавалерії, Джеб Стюарт і Фіцг'ю Лі стали видатними кавалерійськими генералами Конфедерації. Іншим зв'язком із громадянською війною в майбутньому став кадет, виключений за рекомендацією Томаса з дисциплінарних причин з лав Академії, Джон Скофілд, який у своїх післявоєнних спогадах критикував Томаса за його службу командиром корпусу, коли служив під його проводом у Франклін-Нешвільській кампанії. 24 грудня 1853 року Томас отримав звання капітана.
Навесні 1854 року артилерійський полк Томаса перевели до Каліфорнії, і він повів дві роти до Сан-Франциско, а потім виснажливим сухопутним маршем до форту Юма. 12 травня 1855 року Джефферсон Девіс, тодішній військовий міністр, призначив Томаса майором 2-го кавалерійського полку (пізніше перейменованого у 5-й кавалерійський полк). І знову Брекстон Брегг дав рекомендацію щодо просування Томаса. З наближенням громадянської війни виникла підозра, що Девіс збирав і тренував бойовий підрозділ з елітних офіцерів американської армії, які демонстрували симпатії до південців, і призначення Томаса в цей полк означало, що його колеги припускали, що він підтримає свій рідний штат Вірджинія в майбутньому конфлікті. Томас відновив свої тісні зв'язки з другим командиром полку Робертом Е. Лі, і обидва офіцери разом багато подорожували, виконуючи функції військового суду. У жовтні 1857 року майор Томас став виконуючим обов'язки командира кавалерійського полку, і на цій посаді він перебував протягом 2,5 років. 26 серпня 1860 року під час сутички з воїном-команчем біля Клір-Форк, на річці Бразос, Томас був поранений стрілою, яка пройшла крізь його підборіддя та встромилася йому в груди. Томас витягнув стрілу і після того, як хірург перев'язав рану, продовжив керувати експедицією. Це було єдине бойове поранення Томаса за всю його довгу військову кар'єру.
У листопаді 1860 року Томас попросив однорічну відпустку. Його передвоєнна кар'єра була видатною та продуктивною, і він був одним із небагатьох офіцерів із досвідом служби в усіх трьох родах військ тодішньої американської армії — піхоті, кавалерії та артилерії. По дорозі додому в південну Вірджинію він зазнав нещасного випадку в Лінчбурзі, штат Вірджинія, впавши з залізничної платформи і серйозно пошкодивши спину. Цей нещасний випадок змусив його залишити військову службу і спричинив постійні проблеми зі здоров'ям на все життя.

### Громадянська війна
На початку Громадянської війни 19 із 36 офіцерів 2-го кавалерійського полку, яким до цього командував Джордж Томас, пішли у відставку, включаючи трьох начальників Томаса — Альберта Сідні Джонстона, Роберта Е. Лі та Вільяма Дж. Гарді. Багато офіцерів південного походження розривалися між лояльністю до своїх держав і лояльністю до своєї країни. Томасу було важко прийняти це рішення, але він вирішив залишитися вірним Сполученим Штатам. Ймовірно, його дружина, що народилася на півночі, допомогла вплинути на це рішення. У відповідь родина Томаса перевернула його фотографію на стіну, знищила його листи і більше з ним не розмовляла. (Під час економічно важких часів на Півдні після війни Томас надіслав трохи грошей своїм сестрам, які сердито відмовилися їх прийняти, заявивши, що не мають брата).

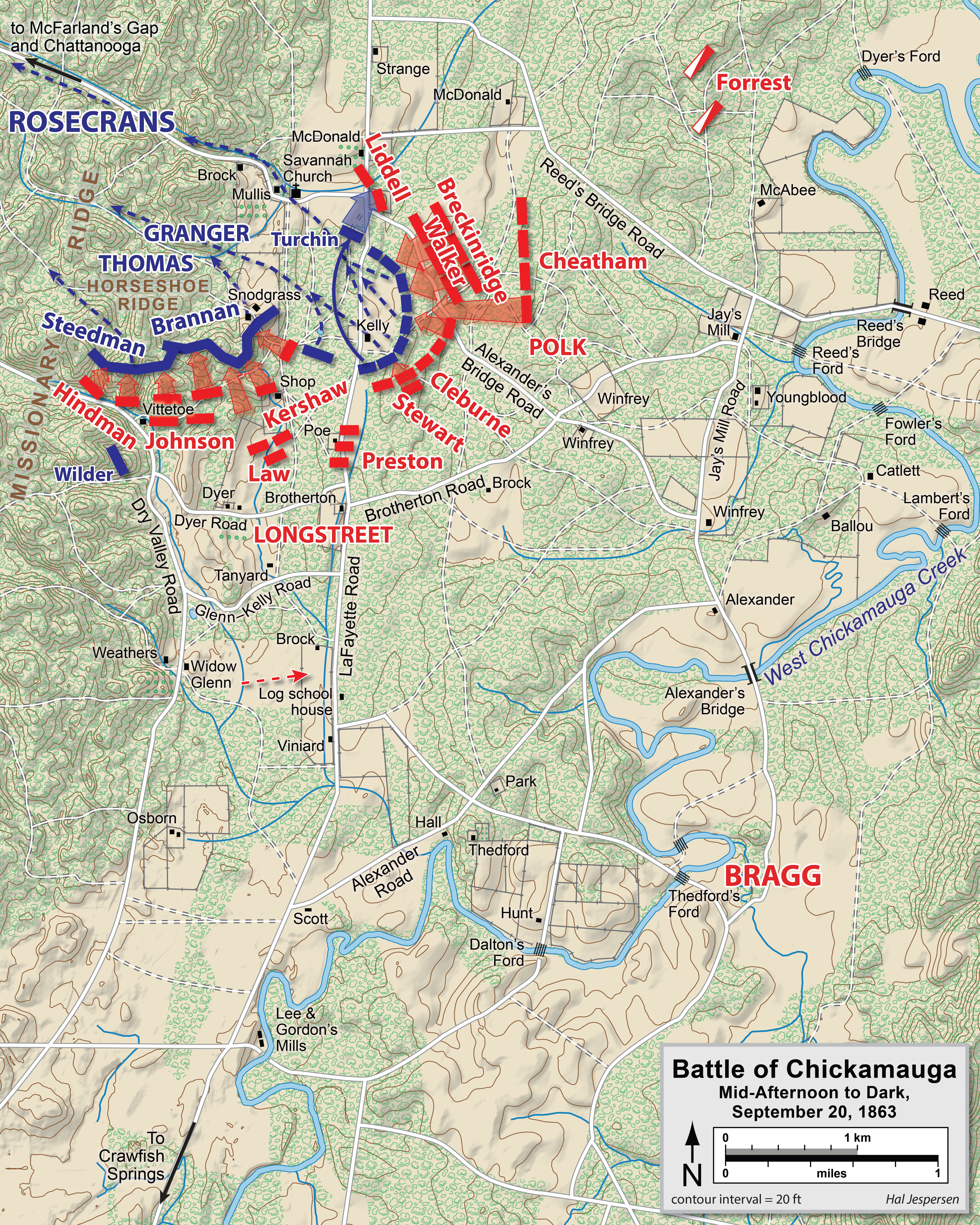
Хід битви під Чикамогою. 20 вересня 1863

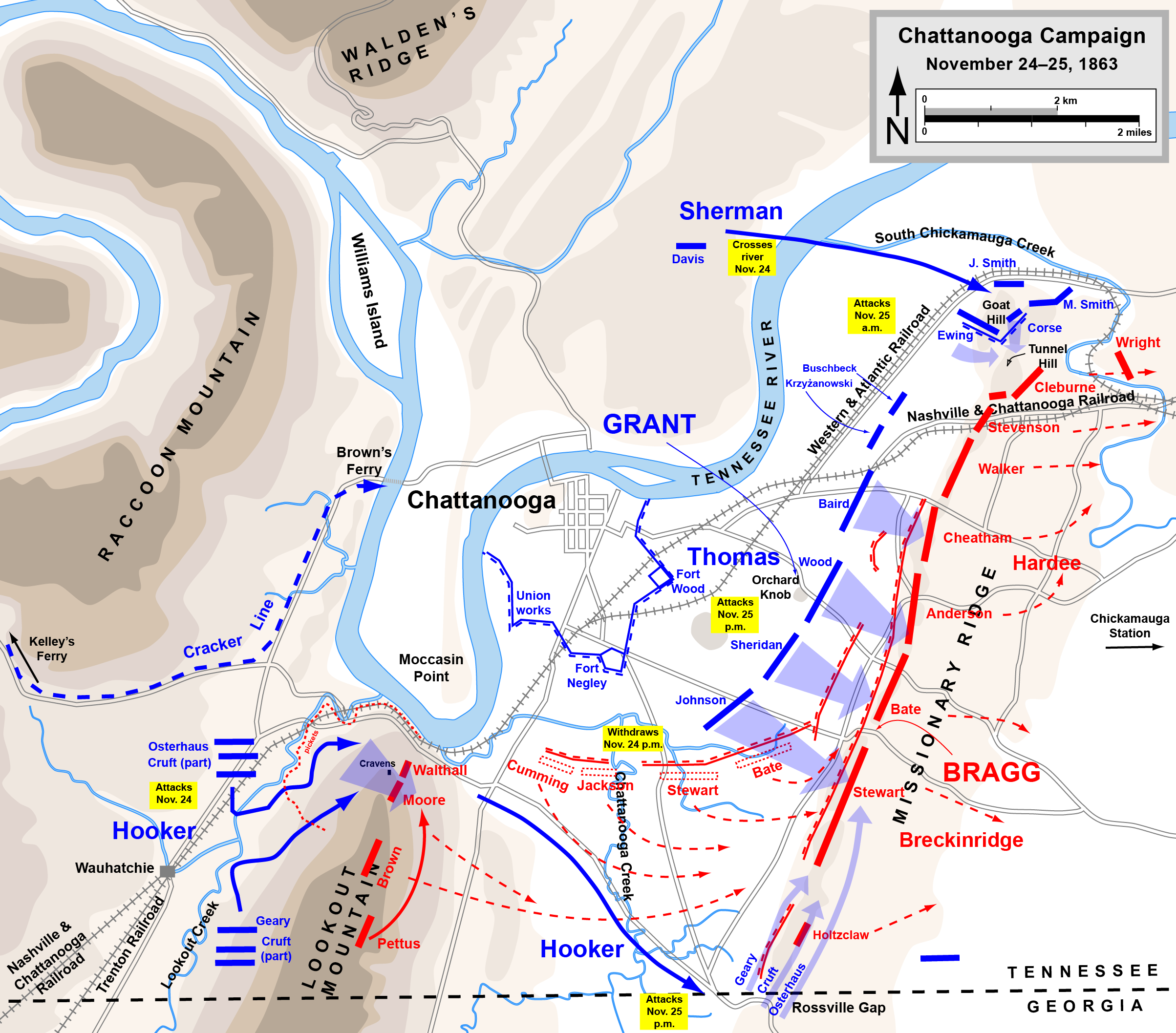
Хід битви за Чаттанугу. 24-25 листопада 1863

Тим не менш, Томас залишився в армії Союзу з певною мірою підозри, що утворилася навколо нього через його походження. 18 січня 1861 року, за кілька місяців до подій у форті Самтер, він подав заяву на посаду коменданта кадетського корпусу у Військовому інституті Вірджинії. Проте будь-яку реальні підозри до його сепаратизму можна було спростувати, коли він відхилив пропозицію губернатора Вірджинії Джона Летчера стати начальником боєприпасів Тимчасової армії Вірджинії. 18 червня його колишній учень і співвітчизник, полковник Конфедерації Джеб Стюарт писав своїй дружині: «Старий Джордж Томас командує кавалерією ворога. Я хотів би повісити, повісити його як зрадника своєї рідної держави». Тим не менш, доки йшла громадянська війна, він завоював прихильність солдатів Союзу, які служили під його командуванням і мав славу «солдатського солдата» (англ. "soldier's soldier"), які почали ласкаво називати Томаса «Папа Томас».
З початком воєнних дій кар'єра Джорджа Томаса різко пішла в гору. 25 квітня 1861 року він отримав звання підполковника, 3 травня — полковника регулярної армії, а також бригадного генерала добровольців (17 серпня). Під час першої битви при Булл Рані він командував бригадою під командуванням генерал-майора Роберта Паттерсона в долині Шенандоа, але всі його подальші призначення відбулися на Західному театрі дій. Перебуваючи в підпорядкуванні генерал-майора Роберта Андерсона в Кентуккі, Томас отримав завдання навчати новобранців і очолити незалежні сили у східній частині штату. 18 січня 1862 року він переміг конфедеративні війська бригадного генерала Джорджа Б. Кріттендена і Фелікса Золлікоффера у битві при Мілл-Спрінгс, здобувши першу важливу перемогу Союзу у війні, зламавши силу Конфедерації у східному Кентуккі та сприявши піднесенню морального духу Союзу.
2 грудня 1861 року бригадний генерал Томас був призначений командувати 1-ю дивізією армії Огайо генерал-майора Дона Карлоса Буелла. Він пропустив битву під Шайло, що сталася 7 квітня 1862 року, прибувши вже після припинення бойових дій. Переможець битви під Шайло, генерал-майор Улісс С. Грант, піддався жорсткій критиці за кровопролитну битву через несподіванку та відсутність підготовки, а його начальник, генерал-майор Генрі В. Галлек, реорганізував свій Департамент Міссісіпі, намагаючись полегшити управління військами Гранту. Три армії департаменту були розділені та переоб'єднані в три «крила». Томас, підвищений до генерал-майора з 25 квітня 1862 року, отримав командування правим крилом, що складалося з чотирьох дивізій колишньої Теннессійської армії Гранта та однієї з армії Огайо. Томас успішно керував цими силами в облозі Корінта. 10 червня Грант повернувся до командування армії Теннессі, що існувала до цього часу.
Томас відновив службу під керівництвом Дона Карлоса Б'юелла. Восени 1862 року під час вторгнення генерала Конфедерації Брекстона Брегга в Кентуккі верховне командування Союзу занепокоїло надмірна обережність Б'юелла і запропонувало командування армією Огайо Томасу, але той відмовився. Томас служив заступником Б'юелла в битві біля Перревілля, але його крило армії не взяло участь у бою, який вів інший фланг. Незважаючи на тактичну непереконливість, битва зупинила вторгнення Брегга в Кентуккі, оскільки він добровільно відійшов до Теннессі. Керівництво Союзу, знову розчароване нерішучими діями Б'юелла по переслідуванню Брегга, замінило його на посаді на генерал-майора Вільяма Роузкранса. 30 жовтня 1862 року Томас написав лист-протест міністрові Стентону, оскільки Роузкранс був молодшим за нього. Але Стентон відповів 15 листопада, вказавши, що це не так (Роузкранс насправді був його молодшим, але його посада генерал-майора була датована заднім числом, щоб зробити його старшим за Томаса) і нагадав йому про його попередню відмову прийняти командування; Томас заперечив і відкликав свій протест.
Воюючи під командуванням Роузкранса, командуючи «центральним» крилом нової Камберлендської армії, Томас продемонстрував приголомшливі результати в битві на річці Стоунз, утримуючи центр лінії Союзу, що відступав, і знову завадив перемозі Брегга. Він відповідав за найважливішу частину маневру від Дешерда до Чаттануги під час кампанії Таллагома (22 червня — 3 липня 1863) і переправу через річку Теннессі. У битві під Чикамогою 19 вересня 1863 року, тепер командуючи XIV корпусом, він знову відчайдушно утримував позиції проти натиску Брегга, тоді як лінія оборони Союзу праворуч від нього впала. Томас згуртував розбиті та розрізнені підрозділи на хребті Хорсшу, щоб запобігти перетворенню значної поразки Союзу в безнадійний розгром. Майбутній президент Джеймс Гарфілд, польовий офіцер Камберлендської армії, відвідав Томаса під час бою, принісши наказ від Роузкранса відступити; коли Томас сказав, що йому доведеться залишитися, щоб забезпечити безпеку армії, Гарфілд сказав Роузкрансу, що Томас «стоїть як скеля». Після битви він став широко відомий під прізвиськом «Скеля Чикамоги», що символізує його рішучість утримувати життєво важливу позицію всупереч колосальним труднощам.
Томас змінив Роузкранса на чолі Камберлендської армії незадовго до битви за Чаттанугу (23–25 листопада 1863 р.), приголомшливої перемоги Союзу, в якій війська Томаса взяли гору Лукаут праворуч, а потім штурмували лінію Конфедерації на Місіонерському хребті, наступного дня. Коли Камберлендська армія просунулася далі, ніж було наказано, генерал Грант на Орчард-Ноб запитав Томаса: «Хто віддав наказ про наступ?» Томас відповів: «Я не знаю. Не я».
Навесні 1864 року під час наступу генерал-майора Вільяма Шермана через Джорджію Камберлендська армія налічувала понад 60 000 людей, і штаб Томаса відповідав за матеріально-технічне та інженерне забезпечення всього армійського угруповання військ Шермана, включаючи розробку нової серії Камберлендських понтонів. 20 липня 1864 року в битві при Пічтрі-Крік майстерно побудована Томасом оборона спричинила серйозної шкоди армії генерал-лейтенанта Джона Б. Гуда в її першій спробі прорвати облогу Атланти.
Восени 1864 року війська конфедератів відступили від Атланти, але завдяки такому маневру Гуд поставив під лінії комунікацій Шермана, і в такий спосіб намагався змусити Шермана переслідувати його. В результаті Шерман змушений був передати свої зв'язки Томасу та вирушити в похід до моря. Томас продовжив змагатися з Гудом у Франклін-Нешвільській кампанії.
30 листопада 1864 року в битві при Франкліні значна частина сил Томаса під командуванням генерал-майора Джона М. Скофілда завдала Гуду серйозної поразки та тримала його під контролем достатньо довго, щоб прикрити концентрацію сил Союзу в Нешвіллі. У Нешвіллі Томасу довелося організувати свої сили, які були зібрані з усіх частин Заходу і включали багато непідготовлених та необстріляних військ і навіть інтендантів.
15 грудня 1864 року Томас атакував, і в битві під Нешвіллом фактично знищив Тенессійську армію Гуда за два дні запеклих бойових дій.
Після закінчення Громадянської війни Томас командував департаментом Камберленд у Кентуккі та Теннессі, а іноді також Західною Вірджинією та частинами Джорджії, Міссісіпі та Алабами до 1869 року. Під час періоду Реконструкції Томас діяв в інтересах захисту вільновідпущеників від білих та спостерігав за недопущенням зловживань. Томас також використовував війська для захисту місць, яким загрожувало насильство з боку Ку-клукс-клану.
28 березня 1870 року Джордж Генрі Томас помер на базі Президіо від інсульту, коли писав відповідь на статтю, яка критикувала його військову кар'єру його суперником під час війни Джоном Скофілдом. Шерман, на той час генерал-майор, особисто передав цю новину президенту Гранту в Білому домі. Ніхто з кровних родичів Томаса не був присутній на його похоронах, оскільки вони ніколи не пробачили йому його вірності Союзу. Томас був похований на Оуквудському цвинтарі в місті Трой у штаті Нью-Йорк.